# CD3E
CD3e (англ. T-cell surface glycoprotein CD3 epsilon chain) — трансмембранный белок семейства гликопротеинов CD3, локализованных на поверхности T-лимфоцитов. Продукт гена человека CD3E, расположен на 11-й хромосоме.

## Функции
Часть мультимолекулярного комплекса TCR-CD3 на поверхности T-лимфоцитов, играющего ключевую роль в приобретённом иммунитете. Когда антигенпредставляющие клетки активируют TCR, сигнал переносится через мембрану полипептидными цепями рецепторного комплекса CD3: CD3D (δ-цепь), CD3E (ε-цепь), CD3G (γ-цепь) и CD3Z (ζ-цепь). Все эти цепи содержат активирующие ITAM-мотивы в своих цитопламатических доменах. После активации рецептора ITAM-мотивы фосфорилируются тирозинкиназами LCK и FYN семейства Src, что приводит к активации дальнейшего сигнального каскада.. Кроме этого, CD3E играет ключевую роль в нормальном развитии T-лимфоцитов. Инициирует сборку комплекса TCR-CD3, образуя гетеродимеры CD3D/CD3E и CD3G/CD3E. Участвует в интернализации регуляции мембранного комплекса посредством эндоцитоза, активируемого цитозольным участком молекулы.

## Клиническое значение
Дефекты этого гена приводят к тяжёлому иммунодефициту. Кроме этого, ген CD3E связан с чувствительностью к диабету 1-го типа у женщин.

## Взаимодействия
CD3E взаимодействует с белком TOP2B, CD3EAP и NCK2..